# 07102010
07102010 es el primer álbum recopilatorio de la banda estadounidense de metalcore Crown the Empire. El álbum fue lanzado el 10 de julio de 2020 a través de Rise Records. Fue producido por Josh Strock y Munk. El álbum es una compilación de versiones acústicas de canciones de su discografía anterior, hecho para conmemorar el décimo aniversario del primer show de la banda post-hardcore en Compass Church en Colleyville, Texas.

## Trasfondo y grabación
El álbum incluye una nueva pista, «Everything Breaks» , que fue escrita durante las sesiones del álbum Sudden Sky, grabada como demo en ese momento y lanzada por el cantante Andy. Leo en 2018. Cuando se les preguntó sobre la inspiración para el álbum acústico, la banda afirma que «querían mirar hacia atrás y quitar canciones de todos sus álbumes como agradecimiento a todos los que han estado en el viaje hasta ahora».

## Lanzamiento y promoción
El álbum fue lanzado el 10 de julio de 2020 a través de Rise Records, solo dos días después de su anuncio. Inicialmente se lanzó solo para plataformas de transmisión y como descarga digital. Luego se lanzó en formato de vinilo para el Record Store Day (27 de noviembre de 2020).
Ocho de las pistas acústicas del álbum se reprodujeron en una transmisión en vivo de Twitch el 18 de julio de 2020.

## Recepción de la crítica
El webzine alemán BurnYourEars le dio al álbum una calificación de 7/10. Se describe que el álbum tiene una mezcla colorida de canciones y tiene un tono nostálgico. Aunque las canciones se despojan de sus orígenes de metal agresivo, siguen siendo igual de enérgicas y emocionales, y las letras oscuras se destacan en el formato acústico. Aunque se describe que el álbum no parece superfluo ni aburrido, se dice que la pista adicional («Everything Breaks») es melancólica pero sin proporcionar el clímax deseado.
El álbum también fue revisado por Dead Press! el 13 de julio de 2020. En la reseña, el álbum se describe como «de tono neutro e inundado de madurez» pero «vivo con un nuevo espíritu e indicativo del cariño de [Crown the Empire] por lo que han creado hasta ahora». Se elogia el álbum por ser de buen gusto, delicado y acogedor, y la elección de las canciones se califica de meticulosa y solemne. La banda se describe como «prosperando tanto en las profundidades del metalcore como en la nítida vulnerabilidad de las pistas acústicas» como «un signo de verdadera versatilidad». La revisión, sin embargo, advierte que «aporta pocas novedades a la mesa» a pesar de ser tan agradable de escuchar.

## Listado de pistas
Todas las letras escritas por Crown the Empire, except where noted, toda la música compuesta por Crown the Empire. 
| Lista de canciones de 07102010 |                                         |                                      |          |  |
| N.º                            | Título                                  | Original album                       | Duración |  |
| 1.                             | «Aftermath» (acoustic)                  | Retrograde                           | 3:44     |  |
| 2.                             | «Cross Our Bones» (acoustic)            | The Resistance: Rise of The Runaways | 3:28     |  |
| 3.                             | «Blurry (Out of Place)» (acoustic)      | Sudden Sky                           | 3:12     |  |
| 4.                             | «Hologram» (acoustic)                   | Retrograde                           | 3:36     |  |
| 5.                             | «Memories of a Broken Heart» (acoustic) | The Fallout                          | 2:51     |  |
| 6.                             | «Johnny Ringo» (acoustic)               | Limitless                            | 3:49     |  |
| 7.                             | «Voices» (acoustic)                     | Limitless                            | 3:30     |  |
| 8.                             | «What I Am» (acoustic)                  | Sudden Sky                           | 3:18     |  |
| 9.                             | «Second Thoughts» (acoustic)            | The Resistance: Rise of The Runaways | 3:50     |  |
| 10.                            | «MZRY» (acoustic)                       | Sudden Sky                           | 3:35     |  |
| 11.                            | «Everything Breaks» (bonus track)       |                                      | 3:42     |  |